# طایقان (محلات)
طایقان روستایی در دهستان خورهه بخش مرکزی شهرستان محلات استان مرکزی ایران است. قدمت طایقان به زمان حمله دیاکو پادشاه ماد به قبایل بدوی ایران می‌رسد که محل اردوگاه و کمین بوده است در زمان حمله چنگیزخان مغول به ایران قبایل ترک در این منطقه ساکن شدند.

## جمعیت
بر پایه سرشماری عمومی نفوس و مسکن در سال ۱۳۹۵ جمعیت این روستا ۲۱۰ نفر (۱۰۶خانوار) بوده‌است.